# 木原村
木原村（きはらむら）は、茨城県稲敷郡にかつて存在した村。現在の美浦村西部である。

## 地勢
北は一面霞ヶ浦に瀬し、台地と平地が入り組む谷戸が多い。田は東北に開け、南西は山林原野である。

## 歴史
古くは土岐氏の配下から佐竹氏に帰し、幕藩体制では主に仙台藩領。維新後は宮谷縣、新治縣から茨城県の所管に。

### 沿革
- 1889年（明治22年）4月1日 - 町村制施行により、旧木原村・請領村・大須賀津村・茂呂村・宮地村・布佐村・大谷村・信太村・興津村が合併、信太郡木原村が発足。旧村は大字に移行する。
- 1896年（明治29年）4月1日 - 信太郡が河内郡と合併し稲敷郡が発足。稲敷郡木原村。
- 1955年（昭和30年）4月1日 - 安中村および舟島村の一部（舟子）と合併し霞村が発足（美浦村に即日改称）。同日木原村廃止。

変遷表
| 1868年 以前 | 1868年 以前 | 明治22年 4月1日 | 明治29年 4月1日 | 明治29年 4月1日 | 昭和30年 4月1日      | 現在   |
| ----------- | ----------- | --------------- | --------------- | --------------- | -------------------- | ------ |
|             | 木原村      | 木原村          | 稲敷郡 発足。   | 木原村          | 霞村 即日改称 美浦村 | 美浦村 |
|             | 請領村      | 木原村          | 稲敷郡 発足。   | 木原村          | 霞村 即日改称 美浦村 | 美浦村 |
|             | 大須賀津村  | 木原村          | 稲敷郡 発足。   | 木原村          | 霞村 即日改称 美浦村 | 美浦村 |
|             | 茂呂村      | 木原村          | 稲敷郡 発足。   | 木原村          | 霞村 即日改称 美浦村 | 美浦村 |
|             | 宮地村      | 木原村          | 稲敷郡 発足。   | 木原村          | 霞村 即日改称 美浦村 | 美浦村 |
|             | 布佐村      | 木原村          | 稲敷郡 発足。   | 木原村          | 霞村 即日改称 美浦村 | 美浦村 |
|             | 大谷村      | 木原村          | 稲敷郡 発足。   | 木原村          | 霞村 即日改称 美浦村 | 美浦村 |
|             | 信太村      | 木原村          | 稲敷郡 発足。   | 木原村          | 霞村 即日改称 美浦村 | 美浦村 |
|             | 興津村      | 木原村          | 稲敷郡 発足。   | 木原村          | 霞村 即日改称 美浦村 | 美浦村 |

## 地域
木原、請領（うけりょう）、大須賀津（おおすかづ）、茂呂（もろ）、宮地（みやぢ）、布佐（ふさ）、大谷（おおや）、信太（しだ）、興津（おきつ）。9大字

## 人口・世帯

### 人口
総数 [単位： 人]
| 1891年（明治24年） | 3,208 |
| 1912年（大正元年） | 4,022 |
| 1920年（大正 9年） | 4,332 |
| 1935年（昭和10年） | 4,571 |
| 1950年（昭和25年） | 5,557 |

### 世帯
総数 [単位： 世帯]
| 1920年（大正 9年） | 855 |
| 1935年（昭和10年） | 825 |
| 1950年（昭和25年） | 999 |

## 官公署
- 村役場 - 大字木原字郷中
- 村会 - 議員定数12

- 警察 - 江戸崎警察署
  - 木原駐在所
  - 大谷駐在所
- 消防組 - 明治39年設置。組員464。
- 郵便・電信 - 木原郵便局（大字木原字上宿）
- 教育 - 尋常高等小学校（木原）、第二尋常高等小学校（大谷）

## 交通

### 道路
- 二級国道
  - 国道125号

土浦から江戸崎を経由する「銚子街道」である。里道では君原、奥野を経由し龍ケ崎に至ることができる。

### 航路
大正に入り木原発着所に汽船が通じ、土浦、佐原、銚子、牛堀および大船津を結ぶ。

## 名所
- 楯縫神社 - 縣社、一ノ宮、大字木原字郷中、役場に隣接
- 楯縫神社 - 村社、信太
- 木原の大杉 - 一ノ宮楯縫神社の御神木
- 大船戸 - 木原
- 愛宕神社 - 木原
- 木原城
- 銚子が森 - 木原
- 櫻城山 - 布佐、稲荷神社を祀る。

## 木原送信所
木原送信所（きはらそうしんじょ）は、旧霞ヶ浦海軍航空隊の送信所。正五角形の敷地の各頂点に立つ鉄塔から無線通信を行う。
- 開設 - 昭和17年頃
- 土地 - 約5万㎡
- 建物 - 590坪
- 設備 - 送信所、電波塔、自家発電所、蓄電池、揚給水所、兵舎、炊事場等

横須賀海軍建築部木原村海軍出張所が建設を指揮した。敗戦後は昭和21年1月10日および7月1日を以って病院として一時使用が認可され、新治共同病院分室（のち木原協同病院）が開業した。現況は主に美浦村社会福祉協議会の自立支援センター、村民運動公園および住宅である。

## 人物
- 葉梨新五郎 - 木原